# ムハンマド・イブン・アリー・イブン・アブドゥッラー・イブン・アッバース
ムハンマド・イブン・アリー・イブン・アブドゥッラー・イブン・アッバース（Muḫammad b. ʿAlī b. ʿAbd Allah b. al-ʿAbbās）は、アッバース朝カリフのサッファーフとマンスールの父親である。ヒジュラ暦60年（ユリウス暦679年-680年）の生まれ。イブン・クタイバによると、ムハンマドは父のアリー・イブン・アブドゥッラー・イブン・アッバースと年齢が太陰暦で14しか離れておらず、知り合いでない人たちから父と間違われることがよくあったという。
ところで、父のアリーは正統カリフのアリーの暗殺された日（ヒジュラ暦40年のラマダーン月すなわちユリウス暦の661年の4月）に生まれた（あるいは、少なくともアリーの存命中に生まれた）ともされている。この説が正しいとすると、息子ムハンマドと父アリーの年齢差が太陰暦で20年以上となり、イブン・クタイバの伝える話とは矛盾が生じる。
歴史家タバリーによると、没年はヒジュラ暦126年ズルカアダ月1日（ユリウス暦744年8月15日）、63年の生涯だった。孫のムハンマド（のちのカリフ・マフディー）が生まれた年と同じ年に亡くなったという説もある。死没地はシャラー地方のようである。
イブン・クタイバによると、ムハンマドはひじょうに風采がよく、シャラー地方のフマイマ村に長く住んで当地のひとびとの尊敬を集めていたという。ハッジャージュ・イブン・ユースフの書記を務めていた人物によると、ウマイヤ朝のカリフ・アブドゥルマリク・イブン・マルワーンはムハンマドとその父アリーに一度、彼らが何者であるかを知らずに会ったことがあり、彼らを気に入って玉座の隣に座らせて食事まで勧めたことがあるという。そのとき父子は辞退して下がり、カリフは彼らが去ってから傍にいた人相占い師に「あれらは何者か」と問うたところ、占い師は「彼らが何者かは知らないが、あの息子の子孫からは王になる者が何人も現れる」と予言し、カリフを青ざめさせたという。
タバリーの歴史書、ヒジュラ暦98年の条には、イブン・ハナフィーヤの息子アブー・ハーシムから本項のムハンマドの子孫がイマーム位の禅譲を受けた経緯を次のように記載している。アブー・ハーシムは栄典の授与を受けるため、カリフ・スライマーンに会いに行った。ガザへの帰途、一杯の家畜の乳を勧められるまま飲み干したアブー・ハーシムはすぐさま手先がしびれるのを感じた。乳を勧めた男はカリフの差し金であり、道中、アブー・ハーシムを毒殺しようと待ち構えていた。アブー・ハーシムは道を引き返してまっすぐにフマイマ村にたどり着き、ムハンマド・イブン・アリー・イブン・アブドゥッラー・イブン・アッバースを探し出した。アブー・ハーシムはムハンマドに、カリフとなるべき正統性（＝イマーマ、つまりイスラームの教団国家の指導者たるべき地位）をアブドゥッラー・イブン・ハーリスィーヤに移すと語った。
このムハンマドの息子であるアブドゥッラー・イブン・ハーリスィーヤは、のちに王号「サッファーフ」を名乗る者である。アブー・ハーシムはイマーマ禅譲の根拠となるような書簡（waṣīya）を遺書としてムハンマドに渡したとされる。書簡にはフマイマ村でどのように暮らすべきか、行動の指針が書いてあった。タバリーはこのように書いているが、タバリー以外の歴史家はアブー・ハーシムのイマーマは、ムハンマドのもう一人の息子、イブラーヒームに禅譲されたという意見で一致している。

## 典拠
1. 1 2 3 4 5 6 7 8 9 10 11 12 13 14 15 16 17 18 19 20  Ibn Khallikan, translator William Mac Guckin baron de Slane, Ibn Khallikan's Biographical Dictionary, volume 2, Oriental translation fund of Great Britain and Ireland, 1843. pp. 592-593.
2. ↑  T. Nagel, “ABŪ HĀŠEM ʿABDALLĀH,” Encyclopædia Iranica, I/3, pp. 314-315; an updated version is available online at http://www.iranicaonline.org/articles/abu-hasem-abdallah-b (accessed on 30 January 2014).